# Ignacy Łukasiewicz
Jan Józef Ignacy Łukasiewicz (Zaduszniki, 8 marzo 1822 – Chorkówka, 7 gennaio 1882) è stato un farmacista, chimico, inventore e industriale polacco.
Fu un pioniere nel settore del petrolio, avendo realizzato nel 1856 la prima raffineria al mondo. Tra gli altri suoi successi vi furono la scoperta di come ricavare il cherosene dal petrolio, l'invenzione della lampada a cherosene moderna (1853), con l'introduzione del primo lampione stradale a cherosene (nel 1853 a Leopoli) e la costruzione del primo sito di estrazione del petrolio al mondo (1854, a Bóbrka, poi diventato il Museo dell'industria del petrolio e del gas).
Divenuto molto ricco, Łukasiewicz fu uno dei filantropi più importanti della Galizia e sostenne lo sviluppo della regione, tanto che un detto popolare attribuisce tutte le strade asfaltate ai suoi fiorini.

## Biografia

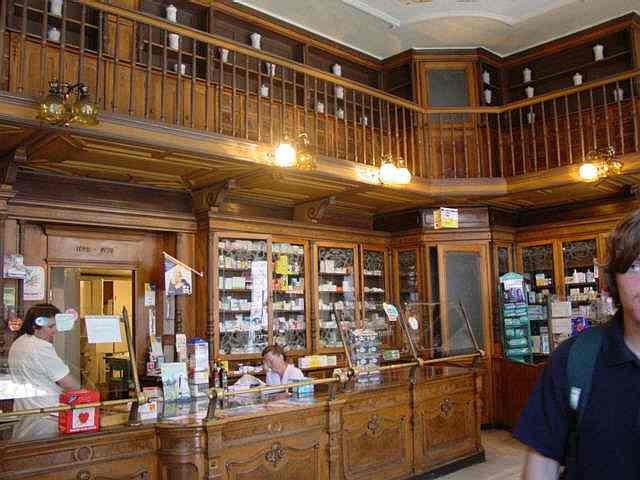
La farmacia di Piotr Mikolasch

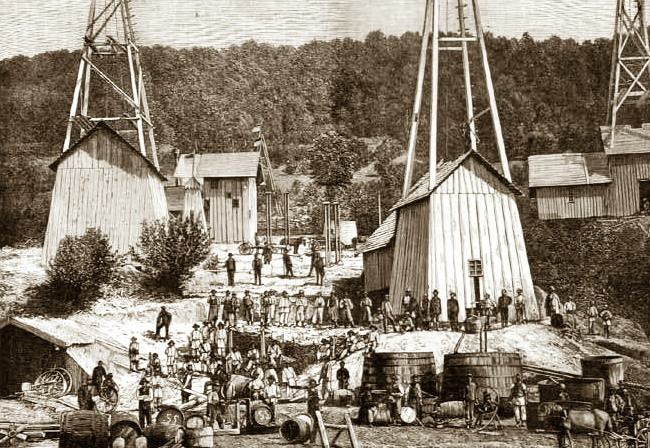
Pozzi di petrolio in Galizia

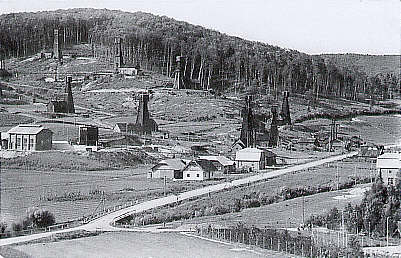
Pozzi di petrolio a Grabownica Starzeńska, anni Trenta

Ignacy Łukasiewicz nacque l'8 marzo 1822 a Zaduszniki, presso la cittadina polacca di Mielec, allora facente parte dell'impero austriaco, a seguito della spartizione della Polonia. Suoi genitori erano Apolonia nata Swietlik e Józef Łukasiewicz, membro della intelligencija locale e veterano della Rivolta di Kościuszko. I suoi genitori affittarono una casa di campagna a Zaduszniki, ma poco dopo la nascita di Ignacy si dovettero trasferire a Rzeszów a causa di difficoltà economiche. Là Ignacy iniziò i suoi studi presso il Gymnasium locale, ma dovette abbandonarlo nel 1836. Per aiutare i suoi genitori, Ignacy Łukasiewicz si trasferì a Łańcut dove iniziò a lavorare come assistente di un farmacista. Quel periodo lo vide impegnarsi in varie organizzazioni politiche che sostenevano l'idea della restaurazione della sovranità polacca. Nel 1840 tornò a Rzeszów, dove continuò a praticare presso la farmacia di Edward Hübl. Nel 1845 incontrò Edward Dembowski, che ammise Łukasiewicz al comitato direttivo (Centralizacja) dell'associazione illegale Towarzystwo Demokratyczne Polskie ("società democratica polacca"); l'obiettivo di questa organizzazione era quello di preparare una rivolta nazionale contro le potenze che avevano effettuato la spartizione della Polonia. A causa di ciò, il 19 febbraio 1846 Łukasiewicz fu arrestato dalle autorità austriache e imprigionato a Leopoli. Il 27 dicembre 1847 fu scarcerato per mancanza di prove ma per il resto della sua vita egli fu considerato politicamente sospetto. Gli venne anche ordinato di rimanere a Leopoli.
Qui Łukasiewicz iniziò a lavorare per la farmacia Pod Złotą Gwiazdą di proprietà di Piotr Mikolasch. Per l'insistenza di questi, a Łukasiewicz fu permesso di lasciare Leopoli per studiare all'Università di Cracovia. Dopo diversi anni di studi, finanziati in gran parte da Mikolasch, riuscì a superare tutti gli esami universitari, tranne farmacognosia, il che gli impedì di conseguire la laurea. Alla fine, il 30 luglio 1852 Łukasiewicz si laureò però presso la Facoltà di Farmacia dell'Università di Vienna e tornò a Leopoli. Łukasiewicz era stato a lungo interessato alle potenzialità del petrolio raffinato come alternativa a buon mercato per l'olio di balena, più costoso. Nel 1853 Jan Zeh, insieme a Łukasiewicz, divenne il primo al mondo a distillare cherosene dal petrolio raffinato; precedentemente, in Canada, Abraham Gesner era già riuscito a ricavare cherosene dal carbone nel 1846. Il 31 luglio 1853, Łukasiewicz fornì una delle sue lampade a cherosene a un ospedale locale per illuminare un intervento chirurgico di emergenza. La data è considerata il punto di partenza della moderna industria petrolifera.
Nei primi mesi del 1854 Łukasiewicz si trasferì a Gorlice, dove continuò il suo lavoro. Creò molte aziende insieme a imprenditori e proprietari terrieri. Nello stesso anno aprì il primo impianto di estrazione del petrolio del mondo a Bóbrka, nei pressi di Krosno (ancora operativo nel 2006). Allo stesso tempo, Łukasiewicz continuò il suo lavoro sullo sviluppo delle lampade a cherosene. Nello stesso anno realizzò il primo lampione a cherosene nel distretto di Zawodzie (Gorlice). Negli anni successivi mise in funzione diversi altri pozzi di petrolio, ciascuno di loro come joint venture con vari commercianti e imprenditori locali. Nel 1856 a Ulaszowice, vicino a Jasło, aprì una "distilleria di petrolio", che fu la prima raffineria industriale di petrolio del mondo. Poiché la domanda di cherosene era ancora bassa, l'impianto inizialmente produceva prevalentemente asfalto artificiale, olio per macchine e lubrificanti. La raffineria fu distrutta da un incendio nel 1859, ma fu ricostruita a Polanka, sempre vicino a Krosno, l'anno successivo.
Nel 1863 Łukasiewicz, che si era trasferito a Jasło nel 1858, era divenuto un uomo ricco. Sostenne apertamente la Rivolta di Gennaio e aiutò finanziariamente i rifugiati. Nel 1865 comprò una grande residenza di campagna e il villaggio di Chorkówka. Là stabilì un'altra raffineria di petrolio. Dopo aver accumulato una delle più grandi fortune della Galizia, Łukasiewicz promosse lo sviluppo dell'industria petrolifera nella zona di Dukla e Gorlice. Diede il suo nome a varie aziende legate al petrolio della zona, compresi i pozzi di petrolio di Ropianka, Wilsznia, Smereczne, Ropa e Wójtowa. Egli divenne anche un benefattore della regione e fondò un centro termale a Bóbrka, una cappella a Chorkówka e una grande chiesa a Zręcin. Essendo uno degli imprenditori più noti del suo tempo, fu eletto alla Camera dei deputati galiziana, allora divenuta de facto una provincia autonoma dell'Austria-Ungheria. Nel 1877 Łukasiewicz organizzò anche il primo congresso dell'industria petrolifera e fondò la Società nazionale del petrolio. Ignacy Łukasiewicz morì di polmonite a Chorkówka il 7 gennaio 1882. Fu sepolto nel piccolo cimitero di Zręcin, accanto alla chiesa in stile neogotico che aveva finanziato.